# Spygat
Spygat er betegnelsen for afløb fra f.eks skibsdæk. I tilfælde af overskylning fra en bølge eller brodsø, vil vandet blive ledt tilbage til havet gennem spygattene, der placeres med jævne mellemrum langs dækskanten. Dette er især nødvendigt i skibe med fast ræling.
| Vandsport/vandtransport | Spire Denne vandsports- eller vandtransportsartikel er en spire som bør udbygges. Du er velkommen til at hjælpe Wikipedia ved at udvide den. |